# Doğan Holding
Doğan Holding este unul dintre cele mai mari conglomerate industriale din Turcia, cu activități în domeniile energetic, media, industrie, comerț, asigurări și turism.
Compania este prezentă și în România, cu postul de televiziune Kanal D România, Kanal D2 și Radio Impuls.
În septembrie 2009, compania a fost amendată de guvernul turc cu 3,76 miliarde de lire (2,53 miliarde de dolari), pentru neplata taxelor.